# Торит (город)
Торит (англ. Torit) — город в Южном Судане, административный центр округа Торит и штата Восточная Экватория.

## Географическое положение
Высота центра НП составляет 829 метров над уровнем моря.

## Демография
Население города по годам:
| 1973   | 1983   | 2010   |
| ------ | ------ | ------ |
| 14 645 | 15 213 | 17 956 |

## Религия
В городе есть католическая епархия.